# Żytkiejmska Struga
Żytkiejmska Struga – rzeka w północno-wschodniej Polsce, prawobrzeżny dopływ Błędzianki
Całkowita długość rzeki wynosi 26,4 km, z czego 15,4 km płynie na terenie Polski (gmina Dubeninki). Rzeka przepływa częściowo przez Park Krajobrazowy Puszczy Rominckiej, a w dolnym odcinku przez Rezerwat przyrody Struga Żytkiejmska.
Struga wypływa z jeziora Pobłędzie w pobliżu miejscowości Pobłędzie, następnie płynie na północ ku wsi Żytkiejmy. Rzeka opuszcza granicę kraju trzykrotnie i na terenie Puszczy Rominckiej uchodzi do Błędzianki. 
Struga charakteryzuje się bystrym nurtem i kamienistym dnem, a w dolnym odcinku płynie wolno płaską, zatorfioną doliną.